# 比耶利納工人足球俱樂部
比耶利納工人足球俱樂部，是波斯尼亞和黑塞哥維納的一家足球俱樂部。主場位於比耶利納。在2011-12賽季他們得到塞族共和國甲級聯賽的冠軍并因此晉級到波黑足球超級聯賽。

## 外部連結
- FK Radnik official website
- Football association of Republika Srpska （页面存档备份，存于）
- Club page （页面存档备份，存于） at Transfermarkt.